# Coleophora argentifimbriata
Coleophora argentifimbriata là một loài bướm đêm thuộc họ Coleophoridae. Nó được tìm thấy ở Algérie.
Chiều dài cánh trước là 6.5-7.5 mm đối với con đực and 5.5–6 mm đối với con cái.
Larvae possibly feed on Trifolium species.